# 第1世代ジェット戦闘機

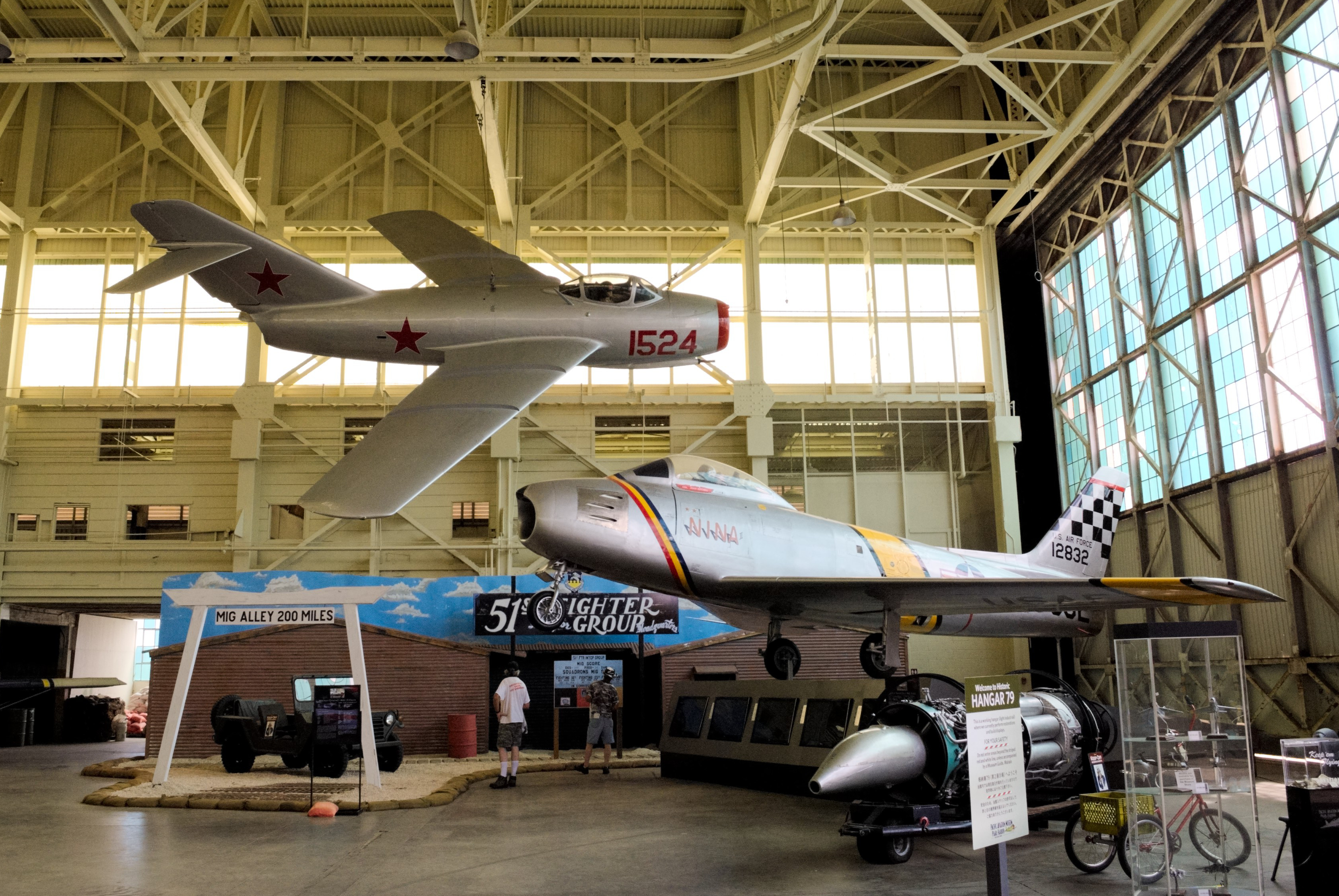
第1世代ジェット戦闘機のMiG-15とF-86

第1世代ジェット戦闘機（だい1せだいジェットせんとうき、英語:first generation jet fighter）とは、1940年代に登場した黎明期のジェット戦闘機の事をいう。1950年代までの亜音速ジェット戦闘機（音速を突破出来ない）がこれに分類され、超音速ジェット戦闘機は続く第2世代ジェット戦闘機以降に分類される。
代表的な第1世代ジェット戦闘機としては、アメリカ合衆国のF-86 セイバー、ソビエト連邦のMiG-15などが挙げられる。両者は朝鮮戦争での空中戦によって広く知られる事となる。

## 第1世代ジェット戦闘機

### 第二次世界大戦期 ( - 1945)
ドイツ国
- He 280 試作のみ
- Me 262
- He 162
- Ta 183 計画のみ
- P.1101 試作のみ。未完成

 イギリス
- E.28/39 試作のみ
- ミーティア
- ヴァンパイア

 アメリカ合衆国
- P-59 エアラコメット
- F-80 シューティングスター
- FH ファントム

 大日本帝国
- 橘花
- キ201 「火龍」 計画のみ
- 陸軍単発噴進式戦闘機 計画のみ
- T-1
- かつをどり 計画のみ
- 震電 ジェット機化は構想のみ

### 第二次世界大戦-朝鮮戦争間 (1945 - 1950)
アメリカ合衆国
- F-84 サンダージェット
- F-86 セイバー
- F-89 スコーピオン
- F-94 スターファイア
- FJ-1 フューリー
- F6U パイレート
- F7U カットラス
- F2H バンシー
- F9F パンサー
- F3D スカイナイト

 ソビエト連邦
- Yak-15
- Yak-17
- Yak-23
- MiG-9
- MiG-15
- La-15
- Su-9/11/13 試作のみ
- Su-15 試作のみ
- Su-17 試作のみ

 イギリス
- ベノム
- シーホーク
- アタッカー

 フランス
- ウーラガン

 スウェーデン
- サーブ 21R
- サーブ 29 トゥンナン

 アルゼンチン
- プルキー I 試作のみ

### 朝鮮戦争以降 (1950 - )
アメリカ合衆国
- F-84F サンダーストリーク
- F9F クーガー
- F3H デモン

 ソビエト連邦
- MiG-17 フレスコ

 イギリス
- ハンター

 フランス
- ミステール

 カナダ
- CF-100 カナック

 アルゼンチン
- プルキー II 試作のみ

 中国
- J-5 フレスコ

## 混合動力機
初期のエンジンは技術的限界により圧縮比が低く燃費が悪かったため、燃費の良いレシプロエンジンないしターボプロップエンジンと混合動力にして補う事が考案された。しかしジェットエンジンは高速域になれば効率が向上する性質があるのに対し、プロペラ機はプロペラの速度が音速に近づいたあたりから効率が低下するため、混合動力機は矛盾を抱えた性格の機体でもあった。そのためジェット戦闘機の急速な性能向上に混合動力機の性能ではついていく事ができず、ほとんどが実用化されなかった。
結局の所はジェット戦闘機の航続能力の延伸は燃料搭載量の増大や空中給油、そしてジェットエンジンの設計製造技術の発展による燃費の漸進的向上によってなされる事となる。
ジェットエンジンの燃費の大幅な改善はターボファンエンジンの実用化によって達成されるが、それは戦闘機においては第3世代ジェット戦闘機以降である。
 ドイツ国

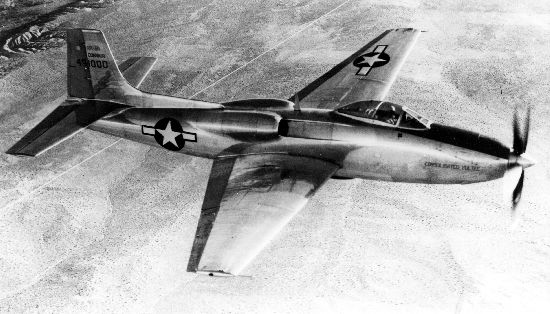
XP-81

- Do435 レシプロ+ジェット ドルニエDo335の後部エンジンをHe011ターボジェットエンジンに換装したもの。計画のみ

 アメリカ合衆国
- XF15C レシプロ+ジェット 試作のみ
- FR ファイアボール レシプロ+ジェット
- XF2R ダークシャーク ターボプロップ+ジェット 試作のみ
- XP-81 ターボプロップ+ジェット 試作のみ

 ソビエト連邦
- MiG-13 レシプロ+モータージェット
- Su-5 レシプロ+モータージェット 試作のみ
- Su-7 レシプロ+ロケット 試作のみ